# Гров-Сіті (Міннесота)
Гров-Сіті (англ. Grove City) — місто (англ. city) в США, в окрузі Мікер штату Міннесота. Населення — 624 особи (2020).

## Географія
Гров-Сіті розташований за координатами 45°8′54″ пн. ш. 94°40′55″ зх. д. / 45.14833° пн. ш. 94.68194° зх. д. (45.148318, -94.681824).  За даними Бюро перепису населення США в 2010 році місто мало площу 1,91 км², з яких 1,78 км² — суходіл та 0,13 км² — водойми.

## Демографія
Згідно з переписом 2010 року, у місті мешкало 635 осіб у 268 домогосподарствах у складі 169 родин. Густота населення становила 332 особи/км².  Було 291 помешкання (152/км²).
Расовий склад населення:
| - 97,0 % — білих - 0,9 % — чорних або афроамериканців - 0,3 % — азіатів - 0,2 % — корінних американців |

До двох чи більше рас належало 1,4 %. Частка іспаномовних становила 2,8 % від усіх жителів.
За віковим діапазоном населення розподілялося таким чином: 26,8 % — особи молодші 18 років, 57,0 % — особи у віці 18—64 років, 16,2 % — особи у віці 65 років та старші. Медіана віку мешканця становила 35,6 року. На 100 осіб жіночої статі у місті припадало 90,7 чоловіків;  на 100 жінок у віці від 18 років та старших — 89,8 чоловіків також старших 18 років.
Середній дохід на одне домашнє господарство  становив 49 669 доларів США (медіана — 38 438), а середній дохід на одну сім'ю — 57 655 доларів (медіана — 55 500). За межею бідності перебувало 23,4 % осіб, у тому числі 42,1 % дітей у віці до 18 років та 13,7 % осіб у віці 65 років та старших.
Цивільне працевлаштоване населення становило 284 особи. Основні галузі зайнятості: виробництво — 34,2 %, освіта, охорона здоров'я та соціальна допомога — 16,9 %, транспорт — 10,2 %, будівництво — 8,8 %.